# Burg Koberstein
Die Burg Koberstein ist eine abgegangene Burg in der Ortsgemeinde Obererbach (Westerwald) im Landkreis Altenkirchen in Rheinland-Pfalz.

## Lage
Die Burg Koberstein lag in der Talsohle am Bachlauf des Erbachs im Ortsteil Niedererbach südöstlich des Hofes Alt-Koberstein. Die Stadt Altenkirchen liegt wenige Kilometer entfernt.

## Geschichte
Die Burg Koberstein wurde zwischen 1343 und 1358 von Ritter Johann von Kobern erbaut, der sich später nach seiner Burg Johann von Koberstein nannte. Die Burg wurde erstmals nachweislich 1358 in zwei Urkunden des Grafen Johann von Sayn und dessen Sohnes Johann von Sayn zur Beilegung der Fehde mit dem Erzbischof von Köln erwähnt. Sie war Stammsitz der Ritter von Koberstein. Die Burg Koberstein war im Laufe der Jahrhunderte Sitz verschiedener Adelsfamilien. Während des 18. Jahrhunderts verfiel die Burg Koberstein und wurde fast vollständig abgetragen.

## Anlage
Von der Burg Koberstein sind heute keine Reste mehr sichtbar. Die Burg Koberstein war eine Niederungsburg mit umgebendem Wassergraben. Der Grabenverlauf lässt sich noch anhand der Bodensenken grob erahnen. Der Grundriss der Burg kann anhand einer Vermessung der Fundamente rekonstruiert werden. Burg Koberstein wies einen rechteckigen Hauptbau mit 17 Meter × 12 Metern Grundfläche und einen runden Eckturm mit einem Radius von 4,00 bis 4,50 Meter an der nordöstlichen Baukante auf. Das Fundament hatte eine Stärke von etwa zwei Metern. Nach einer archivalischen Beschreibung aus dem 16. Jahrhundert war die Burg Koberstein von einem Wassergraben umgeben, der um die gesamte Burg mit Wirtschaftsgebäuden verlief und den Burgbau noch mit einem weiteren inneren Graben von den restlichen Gebäuden des Vorhofs trennte. Wenige Reste der Burg finden sich in den Stallungen des Hofes Alt-Koberstein, wo die Bruchsteine aus dem Mauerwerk der Burg Koberstein wieder verwendet wurden.